# Bilanciere (meccanica)

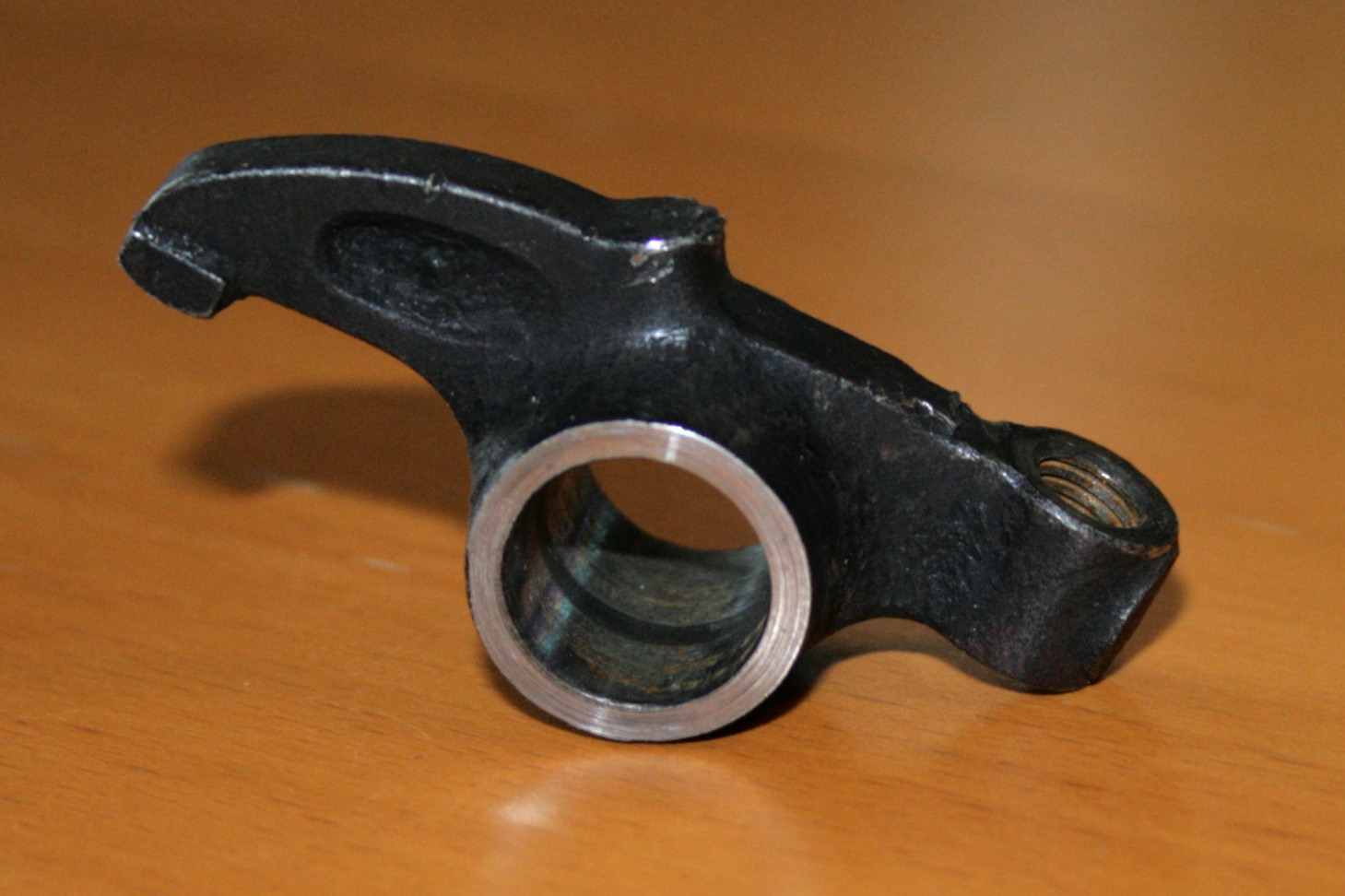
Classico esempio di bilanciere

Si definisce bilanciere un membro di un meccanismo a cui è consentita solamente un'oscillazione tra due posizioni fisse.

## Tipo
I bilancieri possono essere di diverso tipo:
- Bilanciere classico, si ha un'estremità del bilanciere che viene sollevato e abbassato dalla rotazione dei lobi dell'albero a camme, in modo diretto o tramite un sollevatore (tappet) o indiretto tramite un'asta (pushrod), mentre l'altra estremità agisce sulla valvola, in modo che quando l'albero a camme solleva la parte del braccio a lui proposta, l'altra parte, preposta sulla valvola, agisce aprendola, quando invece la camma non agisce sul suo braccio, tale bilanciere[1] permette il rientro della valvola, spinta da una o più molle concentriche.

Questa sua peculiarità d'avere il fulcro di rotazione, posto tra l'albero a camme e la valvola, permette, d'applicare una corsa alla valvola, superiore rispetto all'altezza della camma, tale rapporto è calcolabile così
{\displaystyle \mathrm {rapporto} ={\frac {\mathrm {leva\ della\ valvola} }{\mathrm {leva\ della\ camma} }}}
dove la leva della valvola si ottiene misurando la distanza tra fulcro e punto di contatto con la valvola a fungo, mentre la leva della camma si ottiene misurando la distanza tra fulcro e punto di contatto con la camma.

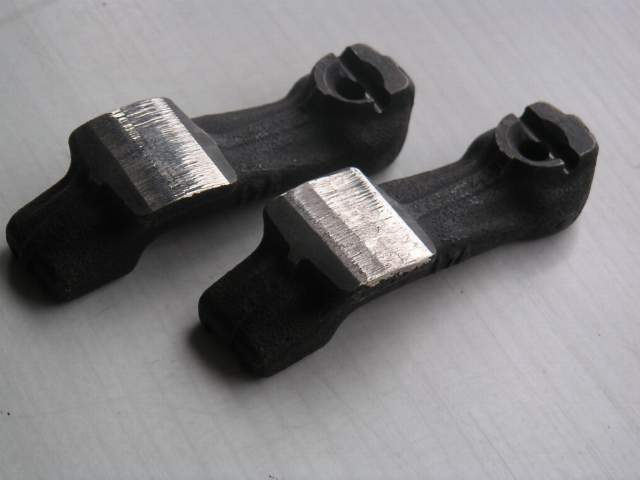
bilancieri a dito

- Bilanciere a dito, questi sono utilizzati non tanto per aumentare la corsa della valvola in rapporto all'ampiezza della camma, ma per ridurre le sollecitazioni della valvola a fungo, la quale così riceve solo la forza lungo il suo asse di scorrimento.
Queste sono costituite da una leva di terzo ordine, quindi con un fulcro all'estremità, mentre dall'altra estremità riceve la forza dalla distribuzione e la trasmette alle valvole a fungo con una leva pario o leggermente superiore a quella della forza della distribuzione.

### Accorgimenti
Per ottimizzare il funzionamento del bilanciere:
- Dimensionamento, deve essere progettato in modo tale che a metà della sua corsa si formi un angolo retto tra la retta formata dal punto di contatto tra bilanciere e valvola al punto di fulcro e la retta formata dall'asse di scorrimento della valvola a fungo.
- Cuscinetti, per ridurre gli attriti e l'usura con la camma è possibile utilizzare un cuscinetto vincolato al bilanciere, nel punto in cui questo va a contatto con la camma, il che permette anche un azionamento diverso da una superficie piatta.
- Braccetto oscillante, per ridurre ulteriormente gli stress e modificare leggermente l'intervento della camma, è possibile interporre tra il bilanciere e la camma un braccetto oscillante, munito sempre di un cuscinetto di dimensioni maggiori, per ridurre la velocità d'azionamento e ampliare leggermente la fasatura d'apertura.
- Punta arrotondata, la parte del bilanciere a contatto con la punteria della valvola, essendo arrotondata, riduce l'attrito, l'usura della punteria e del bilanciere e il rumore d'azionamento.
- Regolazione della punta, la punta se regolabile permette di registrare il gioco della valvola e aumentare la vita utile dei componenti.

## Orologeria
In orologeria, il bilanciere è un piccolo volano metallico che oscilla intorno a un asse. Viene usato per regolare il movimento negli orologi. È costituito da un anello diviso in tre parti e unito da una sottile molla a spirale, che gli imprime delle oscillazioni isocrone.
La durata delle oscillazioni dipende dall'elasticità della molla a spirale e dal momento di inerzia del bilanciere.